# غيدينغ
غيدينغ (بالإنجليزية: Gêding)‏ هي بلدة تقع في الصين في Sa'gya County.[بحاجة لمصدر] يقدر عدد سكانها بـ
- نسمة .